# Liste der Orte in Brandenburg an der Havel

Wappen der Stadt

Diese Liste enthält Siedlungen und Orte der kreisfreien Stadt Brandenburg an der Havel in Brandenburg.
Als Sonstiger Siedlungsplatz gelten vor allem Ortslagen und weitere Wohnplätze.
Grundlage für die Angaben sind die beim Online-Dienstleistungsportal des Landes Brandenburg abrufbaren Daten (Stand. 1. Januar 2009). 50 Orts- und Gemeindeteile sowie Siedlungen sind in dieser Liste aufgenommen. Die Liste ist sortierbar.
(Zur Geschichte siehe die Tabelle unter Eingemeindungen.)

## Liste
| Ortsname                  | Art                      | Stadtteil    |
| ------------------------- | ------------------------ | ------------ |
| Altstadt                  | Gemeindeteile            | Altstadt     |
| Ausbau                    | Sonstiger Siedlungsplatz | Plaue        |
| Bergenhof                 | Sonstiger Siedlungsplatz | Kirchmöser   |
| Bohnenland                | Sonstiger Siedlungsplatz | Altstadt     |
| Brielower Ausbau          | Sonstiger Siedlungsplatz | Altstadt     |
| Buhnenhaus                | Sonstiger Siedlungsplatz | Neustadt     |
| Butterlake                | Sonstiger Siedlungsplatz | Altstadt     |
| Charlottenhof             | Sonstiger Siedlungsplatz | Plaue        |
| Dom                       | Gemeindeteile            | Dom          |
| Fuchsbruch                | Sonstiger Siedlungsplatz | Dom          |
| Gartenstadt               | Sonstiger Siedlungsplatz | Plaue        |
| Gollwitz                  | Ortsteil                 | Dom          |
| Görden                    | Gemeindeteile            | Görden       |
| Görisgräben               | Sonstiger Siedlungsplatz | Neustadt     |
| Göttin                    | Ortsteil                 | Neustadt     |
| Gränert                   | Sonstiger Siedlungsplatz | Kirchmöser   |
| Heidekrug                 | Sonstiger Siedlungsplatz | Altstadt     |
| Hohenstücken              | Gemeindeteile            | Hohenstücken |
| Kirchmöser                | Ortsteil                 | Kirchmöser   |
| Kirchmöser Dorf           | Sonstiger Siedlungsplatz | Kirchmöser   |
| Kirchmöser Ost            | Sonstiger Siedlungsplatz | Kirchmöser   |
| Kirchmöser West           | Sonstiger Siedlungsplatz | Kirchmöser   |
| Klein Kreutz              | Sonstiger Siedlungsplatz | Dom          |
| Klein Kreutz/Saaringen    | Ortsteil                 | Dom          |
| Klein Kreutzer Eigenheime | Sonstiger Siedlungsplatz | Dom          |
| Klingenbergsiedlung       | Sonstiger Siedlungsplatz | Altstadt     |
| Kolonie Görden            | Sonstiger Siedlungsplatz | Görden       |
| Luisenhof                 | Sonstiger Siedlungsplatz | Dom          |
| Mahlenzien                | Ortsteil                 | Kirchmöser   |
| Malge                     | Sonstiger Siedlungsplatz | Neustadt     |
| Margaretenhof             | Sonstiger Siedlungsplatz | Plaue        |
| Neu Plaue                 | Sonstiger Siedlungsplatz | Plaue        |
| Neue Mühle                | Sonstiger Siedlungsplatz | Neustadt     |
| Neuendorf                 | Sonstiger Siedlungsplatz | Altstadt     |
| Neumanns Vorwerk          | Sonstiger Siedlungsplatz | Neustadt     |
| Neuschmerzke              | Sonstiger Siedlungsplatz | Neustadt     |
| Neustadt                  | Gemeindeteile            | Neustadt     |
| Nord                      | Gemeindeteile            | Nord         |
| Paterdamm                 | Sonstiger Siedlungsplatz | Neustadt     |
| Plaue                     | Ortsteil                 | Plaue        |
| Plauer Schleuse           | Sonstiger Siedlungsplatz | Plaue        |
| Plauerhof                 | Sonstiger Siedlungsplatz | Plaue        |
| Quenzsiedlung             | Sonstiger Siedlungsplatz | Altstadt     |
| Roberdam                  | Sonstiger Siedlungsplatz | Plaue        |
| Saaringen                 | Sonstiger Siedlungsplatz | Dom          |
| Schmerzke                 | Ortsteil                 | Neustadt     |
| Siedlung Eigene Scholle   | Sonstiger Siedlungsplatz | Neustadt     |
| Wendgräben                | Sonstiger Siedlungsplatz | Neustadt     |
| Wilhelmsdorf              | Sonstiger Siedlungsplatz | Neustadt     |
| Wust                      | Ortsteil                 | Dom          |

## Eingemeindungen
| Jahr | Eingemeindungen                                                                                |
| ---- | ---------------------------------------------------------------------------------------------- |
| 1715 | die Städte Altstadt und Neustadt werden unter einer gemeinsamen Stadtverwaltung zusammengelegt |
| 1929 | der Stadtteil Dom und das heute zur Altstadt gehörende Neuendorf                               |
| 1937 | das heute zur Neustadt gehörende Wilhelmsdorf                                                  |
| 1950 | Mötzow (heute zu Beetzseeheide), Klein Kreutz, Schmerzke und Göttin (alle nur bis 1952)        |
| 1952 | Plaue (bis dahin selbstständige Stadt) und Kirchmöser                                          |
| 1957 | Saaringen (zunächst zum damals noch selbstständigen Klein Kreutz)                              |
| 1993 | Göttin, Klein Kreutz, Schmerzke (bereits 1950–1952) und Mahlenzien                             |
| 2003 | Gollwitz und Wust                                                                              |